# Dendropanax praestans
Dendropanax praestans är en araliaväxtart som beskrevs av Standl. Dendropanax praestans ingår i släktet Dendropanax och familjen Araliaceae. Inga underarter finns listade.